# Fritz Pott
Fritz Pott (* 23. April 1939 in Köln; † 11. Januar 2015 ebenda) war ein deutscher Fußballspieler und Fußballtrainer. Er gewann als Abwehrspieler mit seinem Verein 1. FC Köln in den Jahren 1962 und 1964 die deutsche Meisterschaft. Sein Spitzname war „der gute Pott“, angelehnt an den damaligen Werbespruch eines Spirituosen-Herstellers.

## Sportliche Laufbahn

### Jugend und Oberliga, bis 1963
Der Abwehrspieler Fritz Pott stand beim 1. FC Köln von 1958 bis 1970 unter Vertrag. Wie auch Hans Schäfer kam er von Rot-Weiss Zollstock zum FC. Dort war er seit seinem siebten Lebensjahr aktiv gewesen.
Am 31. März 1957 debütierte Pott in der deutschen Jugendnationalmannschaft. Er bildete zusammen mit Karl-Heinz Schnellinger das Verteidigerpaar beim 4:1-Sieg in Oberhausen gegen England. Im April desselben Jahres bestritt er auch die drei Gruppenspiele während des UEFA-Juniorenturniers in Spanien.
Unter Trainer Oswald Pfau debütierte Pott am 3. April 1960 beim Auswärtsspiel bei Alemannia Aachen in der Oberliga West. In der Runde 1960/61 kam er auf 13 Einsätze und schaffte 1961/62 als Nachfolger von Georg Stollenwerk unter dem neuen Trainer Zlatko Čajkovski den Durchbruch zum Stammverteidiger bei der „Geißbock“-Elf. Er gewann mit den Kölnern am 12. Mai 1962 im Finale in Berlin vor 82.000 Zuschauern im Olympiastadion gegen den Titelverteidiger 1. FC Nürnberg mit 4:0 Toren die deutsche Meisterschaft. Nach einem Solo erzielte er in der 71. Spielminute den Treffer zum 4:0-Endstand. Mit seinen Mannschaftskameraden verlor er aber am 29. Juni 1963 das letzte Finalspiel um eine deutsche Meisterschaft in der Oberligaära gegen den Westrivalen Borussia Dortmund mit 1:3 Toren. Von 1959 bis 1963 absolvierte er in der Oberliga West 68 Ligaspiele für den FC und erzielte dabei drei Tore.
Besondere Momente waren für Pott auch die Auftritte im Europapokal. Waren es 1961/62 drei Spiele (4:2, 0:2, 3:5) im Messe-Cup gegen das mit Stars wie Mario Corso, Giacinto Facchetti und Luis Suárez angetretene Inter Mailand, so war es 1962/63 im Meisterwettbewerb die Auseinandersetzung mit dem schottischen Meister FC Dundee. Bei der 1:8-Niederlage in Dundee fehlte er zwar, beim 4:0-Heimsieg am 26. September 1962 gegen die Schotten war er aber dabei.

### Bundesliga, 1963 bis 1970
Als Köln im Debütjahr der Fußball-Bundesliga, 1963/64, unter dem neuen Trainer Georg Knöpfle Meister wurde, hatte Pott in 27 Ligaspielen ein Tor erzielt. Er gehörte im Jahr der Vizemeisterschaft 1964/65 dem Kölner Team an, das in drei Spielen im Februar/März 1965 gegen den FC Liverpool im Europacup der Meister dreimal Unentschieden – 0:0; 0:0; 2:2 im Entscheidungsspiel am 24. März in Rotterdam – spielte. Der „Münzwurf von Rotterdam“ entschied das Duell schließlich für den englischen Meister. In dieser für ihn erfolgreichsten Zeit berief ihn Bundestrainer Sepp Herberger in die deutsche Fußballnationalmannschaft. Er bestritt drei Länderspiele. In der Bundesliga brachte es Pott auf 151 Einsätze und erzielte dabei sieben Tore. Sein letzter großer Triumph war der DFB-Pokalsieg 1968 mit 4:1 im Finale gegen den VfL Bochum. International gelangte Pott 1968/69 im Pokalwettbewerb mit Köln in das Halbfinale. Nach einem 2:2-Heimremis am 2. April 1969 scheiterte die Mannschaft von Trainer Hans Merkle durch eine 1:4-Auswärtsniederlage am FC Barcelona. In der letzten Saison vor dem Ende seiner Karriere, 1969/70, kam Fritz Pott nicht mehr zum Einsatz. Von 1959 bis 1969 wird er im Vereinsbuch Hennes & Co mit insgesamt 284 Pflichtspielen und 13 Toren notiert.

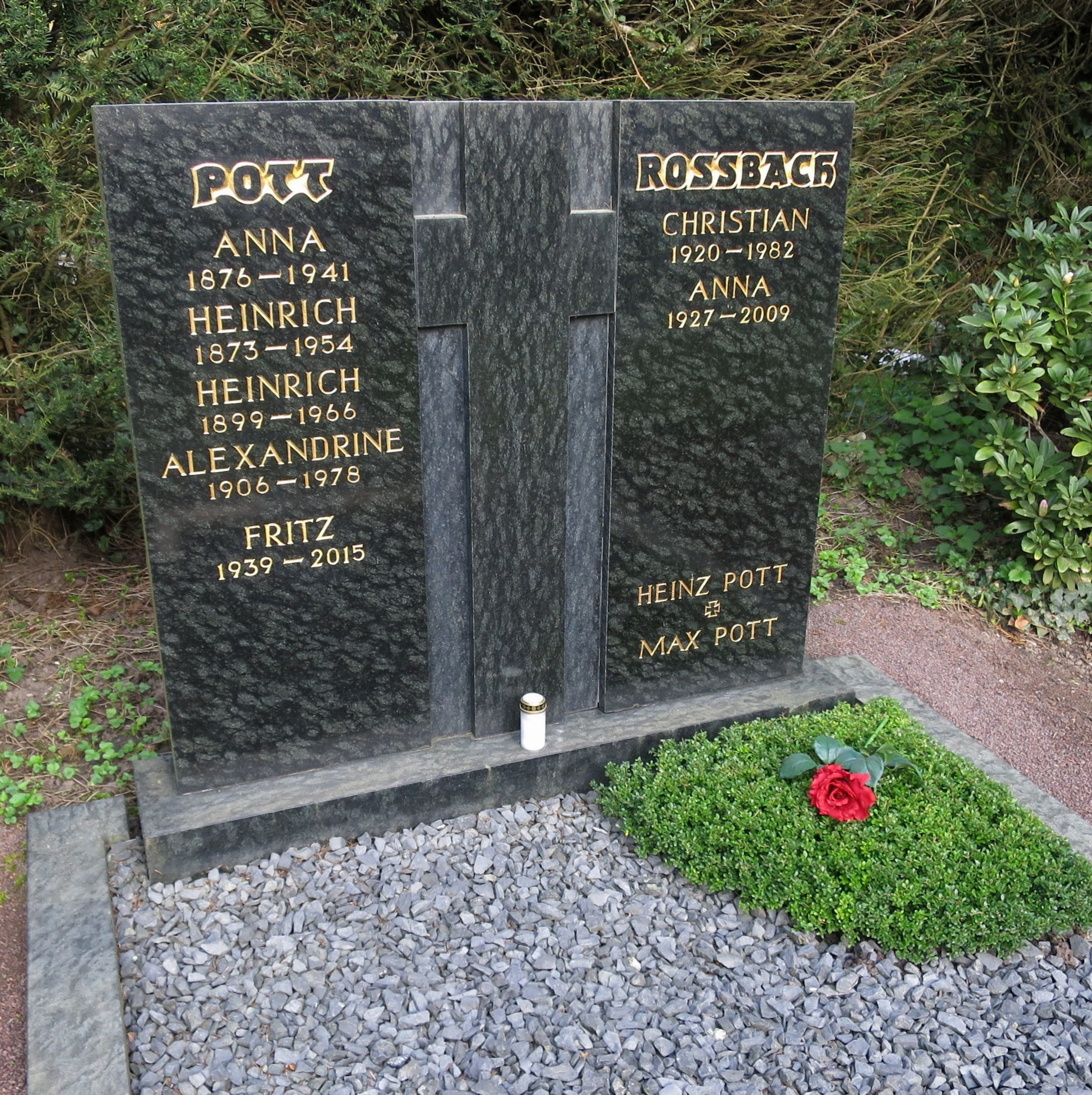
Familiengrab auf dem Südfriedhof

Nach Beendigung seiner aktiven Laufbahn arbeitete Pott als Trainer und führte SC Viktoria Köln in die 2. Liga. Außerdem trainierte er auch noch SC Brühl 06/45 und die SpVg Frechen 20.

## Leben
Neben seiner aktiven Fußballkarriere war Fritz Pott nachmittags als Industriekaufmann tätig. 1972 gründete er eine Gebäudereinigungsfirma in Hürth. Pott lebte in Köln-Junkersdorf. Seine Grabstätte befindet sich auf dem Kölner Südfriedhof (Flur 42).

## Statistik
- 3 Länderspiele für Deutschland
- Bundesliga
151 Spiele; 4 Tore
- Oberliga West
68 Spiele; 3 Tore
- Endrunde um die deutsche Meisterschaft
10 Spiele; 1 Tor
- DFB-Pokal
18 Spiele; 2 Tore
- Westpokal
11 Spiele
- Europapokal der Landesmeister; Europapokal der Pokalsieger; UEFA-Pokal
25 Spiele

## Erfolge
Als Spieler
- 1962 Deutscher Meister
- 1964 Deutscher Meister
- 1965 Deutscher Vize-Meister
- 1968 DFB-Pokal-Sieger

Als Trainer
- 1978 Aufstieg in die 2. Bundesliga